# Радунь (Вороновский район)
Ра́дунь (бел. Радунь, пол. Raduń, лит. Rodūnia) — городской посёлок в Вороновском районе Гродненской области Беларуси. Административный центр Радунского сельсовета. Расположен на реке Радунька в 30 км от районного центра — г. п. Вороново.
Численность населения — 2 001 человек (на 1 января 2025 года).

## История
Впервые упоминается в 1387 году в грамоте Ягайло как центр волости. Под именем Родно встречается в летописном «Списке русских городов дальних и ближних». В XIV—XVII веках возводится замок. В 1649 году получает Магдебургское право.
В Российской империи Радунь был большим еврейским центром — «Меком Тора» (то есть местом, где много сведущих в Торе евреев).

В 1940—1962 годах Радунь была центром Радунского района. С 1958 года городской посёлок, с 1962 входит в Вороновский район Гродненской области.

Местечко на старых фотографиях
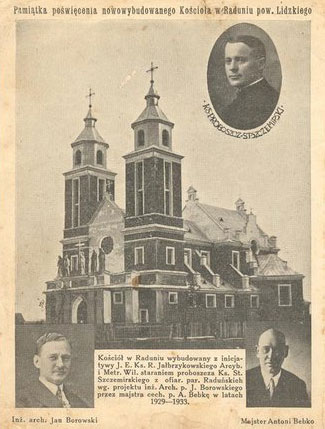
Костёл
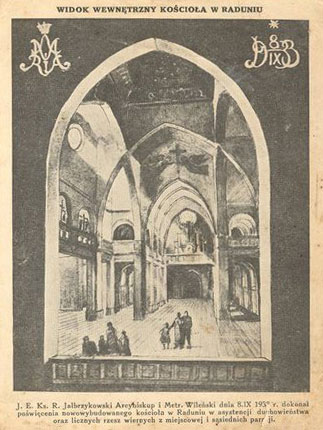
Костёл, интерьер
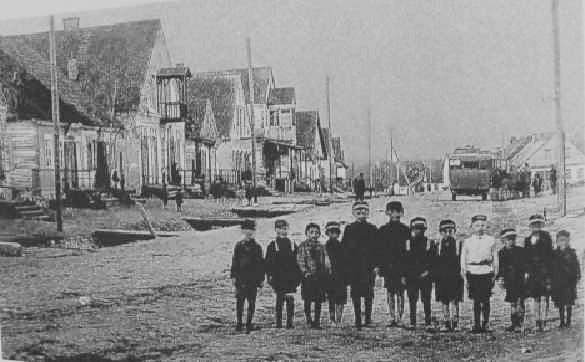
Улица
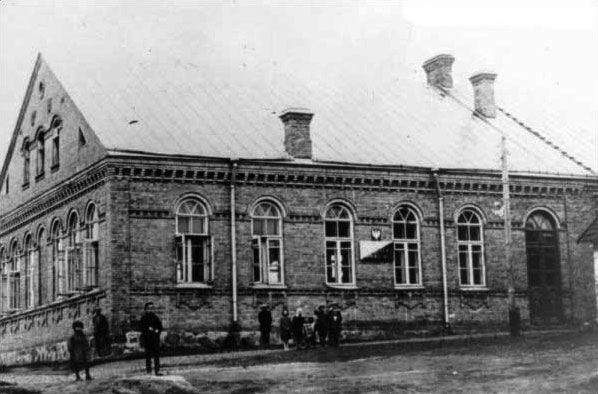
Синагога

## Геральдика
Герб и флаг учреждены Указом Президента Республики Беларусь от 14 июня 2007 года № 279 и зарегистрированы в Государственном геральдическом регистре 4 июня 2009 года № Б-120 и № Б-121.

## Население
Численность населения — 2 001 человек (на 1 января 2025 года).
| Численность населения:                                                                          |
| Графики недоступны из-за технических проблем. См. информацию на Фабрикаторе и на mediawiki.org. |

| Год            | 1959 | 1970  | 1979  | 1989  | 2006  | 2018  | 2020  | 2022  | 2023  | 2025   |
| -------------- | ---- | ----- | ----- | ----- | ----- | ----- | ----- | ----- | ----- | ------ |
| Население чел. | 3911 | ▼2168 | ▲2560 | ▲2798 | ▲2857 | ▼2229 | ▲2268 | ▼2157 | ▼2078 | ▼2 001 |

## Экономика
По данным на 2006 год, промышленность представлена только одной организацией — Радунским овощесушильным участком открытого акционерного общества
«Лидапищеконцентраты». Около 6 % трудоспособного населения занято в сельскохозяйственных производственных кооперативах «Радунский» и «Дотишки», специализирующихся на производстве мяса говядины и свинины. На территории посёлка осуществляют деятельность Радунский филиал «Коопторг» Вороновского районного потребительского общества, Радунский участок жилищно-коммунального хозяйства Вороновского районного унитарного предприятия жилищно-коммунального хозяйства, участок Вороновского района электрических сетей производственного управления «Лидские электрические сети» республиканского унитарного предприятия «Гродноэнерго», подразделение Вороновского районного унитарного предприятия бытового обслуживания. Большинство трудоспособного
населения занято в обслуживающих и социальных сферах.
Сырьевая база располагает только нерудными материалами (торф, гравий, глина).

## Образование
В Радуни имеется средняя школа, социально-педагогический центр и один детский сад. Расположены библиотека, детская школа искусств, ГУДО «Радунский центр краеведения, туризма и экологии».

## Медицина
Медицинские услуги оказывает Радунская больница.

## Культура
- Дом культуры
- Народный историко-краеведческий музей ГУО "Радунская средняя школа"
- Музейная комната имени И. А. Котова ГУО "Радунская специальная общеобразовательная школа-интернат для детей с нарушениями психофизического  развития (трудностями в обучении) имени И. А. Котова"
- Музей ледовиковых валунов "Валуны крутых дарог мiнуўшчыны" ГУО "Радунская средняя школа"

## Достопримечательности
- Костёл Девы Марии Розария (1929—1933)
- Иешива «Хафец Хаим» (построена в 1882 году)
- Еврейское кладбище (XV века)
- Синагога (XIX в.)
- Христианское кладбище
- Историческая застройка (XIX — нач. XX веков; фрагменты)
- Историческая застройка (XIX - нач. XX вв.)

### Памятник, скульптура
- Памятник В. И. Ленину
- Братская могила жертв фашизма, расстрелянных весной 1942 года
- Братские могилы советских воинов (погибших 13.7.1944 г.), партизан и сотрудников органов государственной безопасности (погибли в 1944-45 гг.), партийных и советских работников, убитых в 1945-48 гг.
- Памятник советским солдатам, которые погибли в битве с солдатами Армией Крайовой под Сурконтами (надпись «Погибли в борьбе с захватчиком»)

### Утраченное наследие
- Радунский замок

## Галерея

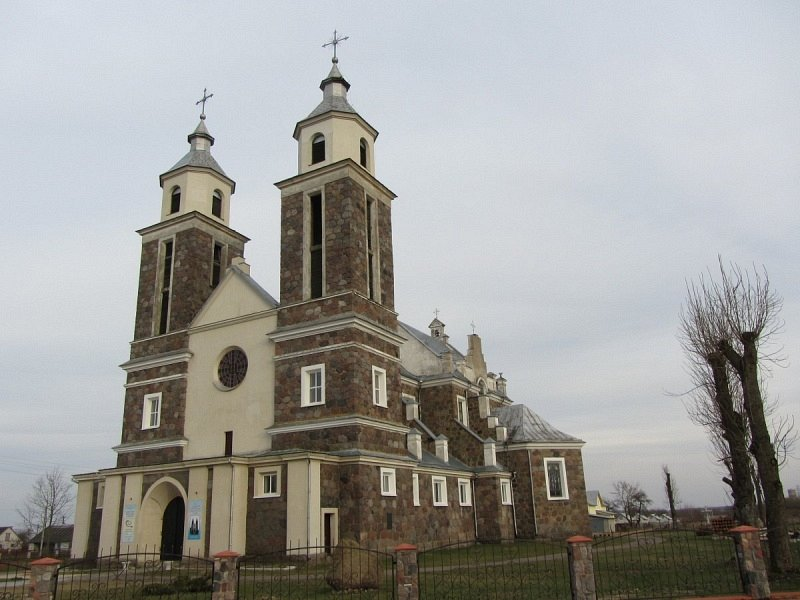
Костёл Матери Божией Руженцовой
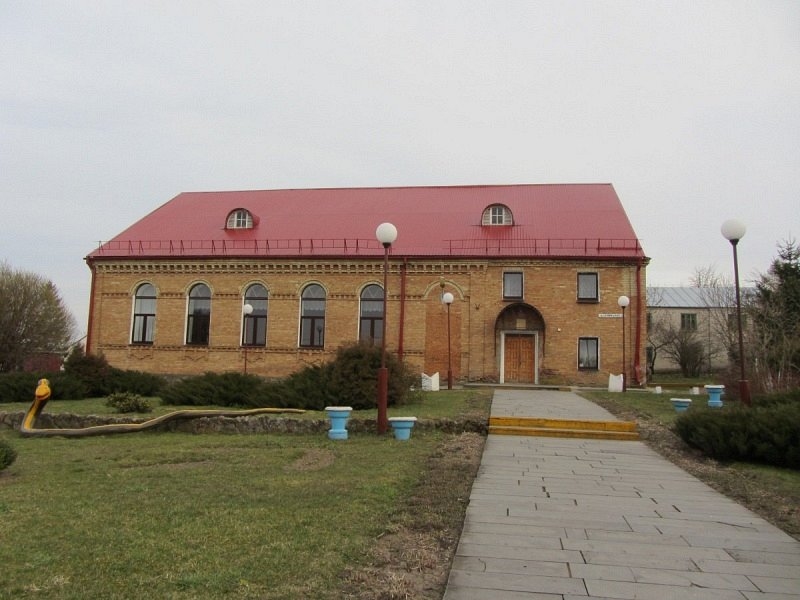
Иешива
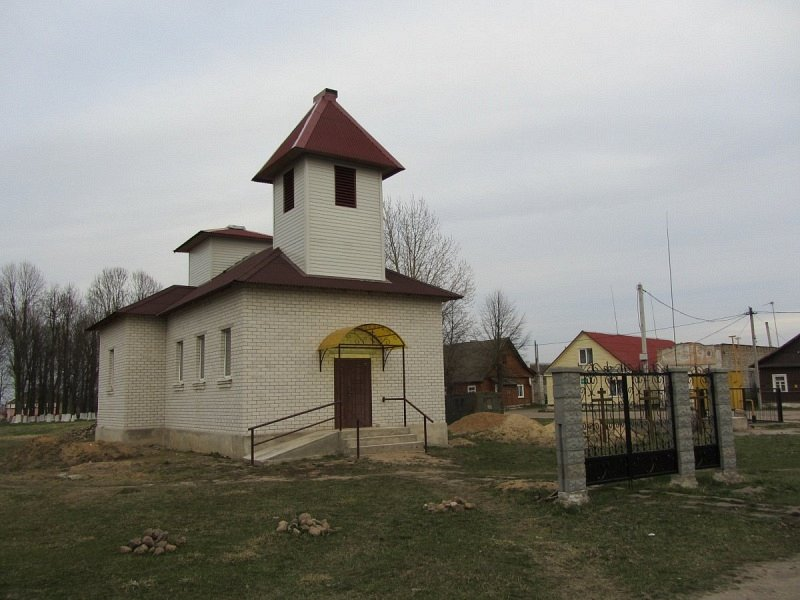
Новая церковь
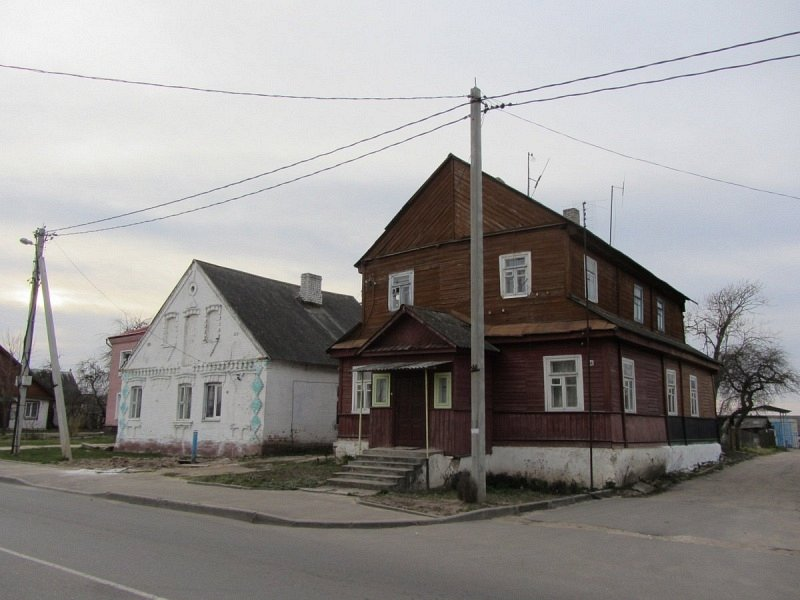
Историческая застройка
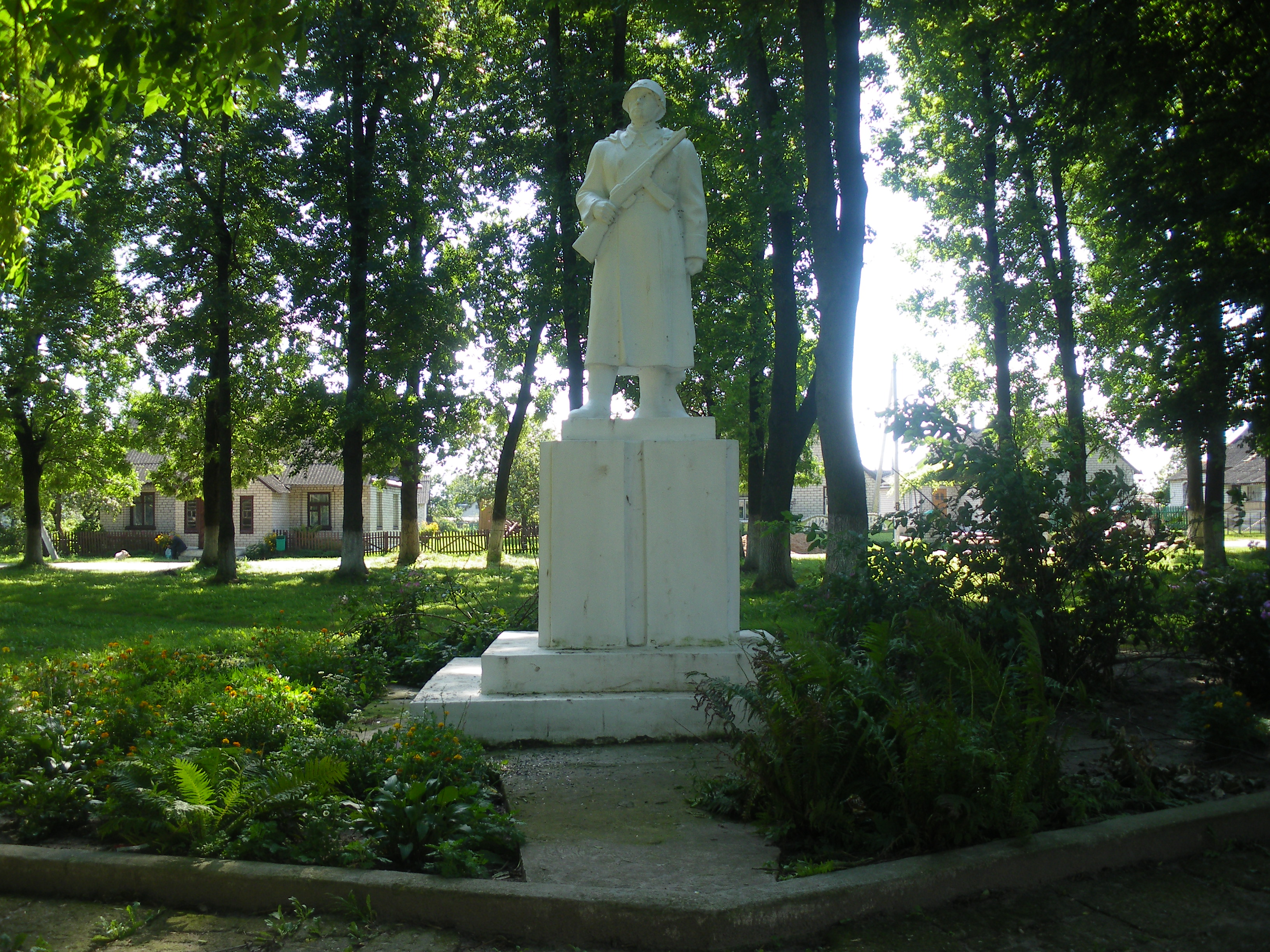
Памятник советским солдатам

## Известные уроженцы
- Исраэль Меир Коэн «Хафец Хаим» (1838—1933) — раввин, галахист и моралист; духовный лидер еврейства Польши и России.